# Микрорастр
Микрорастр (микропризмы, микропирамиды) — оптическая растровая система, в которой изображение объекта передаётся поэлементно. Поле с микропирамидами представляет собой оптическую поверхность с регулярной структурой из трёх- или четырёхгранных пирамид или микролинз высотой порядка 0,03 мм. Микрорастр нашёл применение в качестве вспомогательного фокусировочного устройства, облегчающего наводку на резкость в зеркальных фотоаппаратах и любительских кинокамерах со сквозным визиром.

## Принцип действия
Если объектив несфокусирован (то есть изображение не совпадает с плоскостью, проходящей через вершины пирамид — каждая грань микропризмы отклоняя лучи света, даёт своё изображение) — изображение в этом поле выглядит мозаичным, растеризированным (мелко раздробленным). При верной наводке на резкость мозаичный эффект исчезает и изображение становится цельным. Поле с микрорастром для наводки не требует наличия чётких контуров изображения, выгодно отличаясь этим от клиньев Додена.
Использование микрорастра позволяет получить изображение более яркое, чем на матированной поверхности из-за отсутствия светорассеяния. Фокусировочные клинья и микропирамиды обеспечивают максимальную точность наводки на резкость даже для тёмных сцен. Однако, они теряют работоспособность при использовании объективов со светосилой ниже f/4 или закрытой диафрагмой. В этих случаях, а также при макросъёмке, для фокусировки используется окружающая матовая поверхность.
Чаще всего микрорастром заполняется только небольшой круг в центре матового фокусировочного экрана зеркального видоискателя, поскольку микропирамиды не позволяют контролировать глубину резкости.
Однако, некоторые специальные типы экранов заполняются микрорастром полностью, облегчая фокусировку светосильных объективов при репортажной съёмке в условиях пониженного освещения. В наиболее универсальных комбинированных фокусировочных экранах микрорастр сочетается с клиньями Додена, в некоторых случаях более удобных. При этом клинья, расположенные в центре, окружены кольцом микрорастра и матовым полем.